# کائولفیون گلگر
کائولفیون گلگر (انگلیسی: Caoilfhionn Gallagher) یک وکیل دادگستری اهل جمهوری ایرلند در داوتی استریت چمبرز در لندن است که متخصص در حقوق بشر و آزادی مدنی است.

## زندگی
گلگر در یونیورسیتی کالج دوبلین تحصیل کرد و در سال ۱۹۹۹ با مدرک لیسانس در رشته حقوق مدنی فارغ‌التحصیل شد. او همچنین دارای مدرک از انجمن ارجمند کینگز ایننس، دوبلین و همچنین دانشگاه کمبریج است.
او یکی از سه بنیان‌گذار مشترک کمپین «Act for the Act» (با مارتا اسپوریر و فیونا بادون) است، یک کمپین تبلیغاتی با سرمایه‌گذاری جمعی برای بیان داستان‌های مثبت در مورد قانون حقوق بشر ۱۹۹۸.
گلگر در مجلس ۵۰۰ تا ۵۱۱ وکلایی را رهبری کرد که برای آزادی ابراهیم حلاوه، یک شهروند ایرلندی اهل فرهاوس در دوبلین جنوبی که بین سال‌های ۲۰۱۳ تا ۲۰۱۷ در مصر زندانی بود، کار می‌کرد.
گلگر در مورد اهمیت و ارزش کار حرفه‌ای خود گفته‌است. او نماینده بازماندگان فاجعه هیلزبورو و بمب‌گذاری‌های ۷ ژوئیه ۲۰۰۵ لندن بوده‌است.
در سال ۲۰۱۷، او جایزه فارغ التحصیلان یونیورسیتی کالج دوبلین را در رشته حقوق دریافت کرد و در همان سال مشاور ملکه شد. گالاگر همچنین در آن سال در جوایز آزادی بیان به همراه بازیگر نوما دومزونی، تینا براون، آناب جین و استفان باد به عنوان داور حضور داشت.

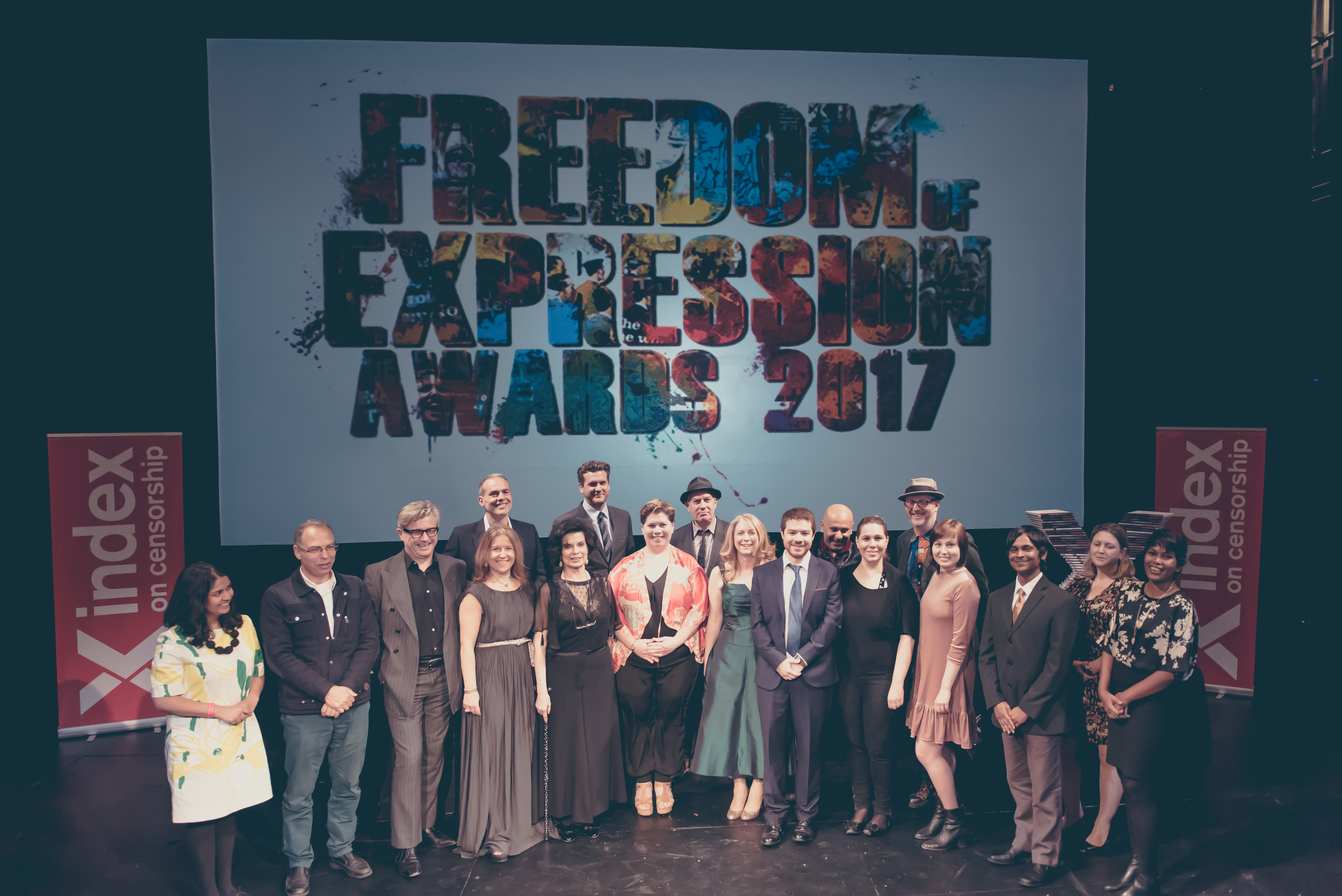
در جوایز آزادی بیان ۲۰۱۷ (نفر دوم از راست)